# Bernadetta Izydorczyk
Bernadetta Cecylia Izydorczyk – polska psycholog, profesor nauk społecznych.  Jest dyplomowanym specjalistą psychologii klinicznej oraz specjalistą psychoterapii dzieci i młodzieży, certyfikowanym psychoterapeutą i superwizorem psychoterapii Sekcji Naukowej Psychoterapii i Sekcji Terapii Rodzin Polskiego towarzystwa Psychiatrycznego , jest terapeutą psychodramy ,trenerem oraz superwizorem delegate psychodramy w Psychodrama Institute for Europe. 
Życiorys
W 1985 r. ukończyła studia psychologiczne na Uniwersytecie Śląskim w Katowicach, w 2002 r. obroniła pracę doktorską pt. Konstrukt mechanizmu audodestrukcji w przebiegu nerwicy depresyjnej, której promotorem był prof. Jan Stanik, w 2015 r. habilitowała się na podstawie pracy zatytułowanej Postawy i zachowania wobec własnego ciała w zaburzeniach odżywiania. W 2023 r. uzyskała tytuł profesora nauk społecznych. 
Prace badawcze koncentrują się głównie wokół psychologii klinicznej, psychoterapii oraz psychopatologii dzieci, młodzieży i młodych dorosłych. Jej dorobek naukowy obejmuje zarówno teoretyczne analizy mechanizmów psychicznych, jak i badania empiryczne, często o charakterze aplikacyjnym i interdyscyplinarnym. Zaburzenia odżywiania i obrazu ciała to jeden z kluczowych i najwcześniejszych obszarów badawczych autorki. Habilitacja „Postawy i zachowania wobec własnego ciała w zaburzeniach odżywiania” to praca która zawiera analizy postaw wobec ciała w zaburzeniach odżywiania. Uwzględnia czynniki intrapsychiczne (mechanizmy obronne, ja idealne), interpersonalne (rola rodziny, społeczne oczekiwania), a także kontekst kulturowy. W badaniach Bernadetty Izydorczyk wyodrębniono cztery typy psychologiczne kobiet z zaburzeniami odżywiania: typ neurotyczny, perfekcjonistyczny, impulsywny i młodzieńczo-narcystyczny tzn.
- Typ neurotyczny charakteryzuje się podwyższonym poziomem niezadowolenia i nieakceptacji własnego ciała oraz dominacją idealnego nad realnym obrazem ciała. Świadomość interoceptywna jest prawidłowa bądź dyskretnie obniżona. Perfekcjonizm jest prawidłowy bądź dyskretnie podwyższony. Występuje podwyższony dyskretnie lęk przed przytyciem. Bulimiczne myślenie mieści się w granicach normy bądź jest dyskretnie podwyższone. Samoocena jest prawidłowa. Relacje interpersonalne nie wykazują nadmiernego poczucia niepewności i nieufności. Obecny jest bardzo wysoki lęk przed własnym dojrzewaniem oraz bardzo wysoki poziom internalizacji norm socjokulturowych promujących obowiązujące standardy wizerunku ciała. Diagnoza psychodynamiczna wskazuje na cechy osobowości obsesyjno-kompulsyjnej i lękliwej.
- Typ perfekcjonistyczny wykazuje wysoki poziom niezadowolenia i nieakceptacji własnego ciała oraz dominację idealnego nad realnym obrazem ciała. Świadomość interoceptywna jest znacznie obniżona (nieprawidłowa). Perfekcjonizm jest bardzo wysoki. Lęk przed przytyciem jest bardzo wysoki. Bulimiczne myślenie pozostaje w granicach normy bądź jest dyskretnie podwyższone. Samoocena jest prawidłowa. W relacjach interpersonalnych występuje poczucie niepewności i nieufność. Obecny jest bardzo wysoki lęk przed własnym dojrzewaniem oraz wysoki poziom internalizacji norm kulturowych promujących wizerunek ciała. Diagnoza psychodynamiczna wskazuje na cechy osobowości obsesyjno-kompulsyjnej, anankastycznej i narcystycznej.
- Typ impulsywny cechuje się wysokim poziomem niezadowolenia i nieakceptacji własnego ciała oraz dominacją idealnego nad realnym obrazem ciała. Świadomość interoceptywna jest znacznie obniżona (znaczne deficyty w tym zakresie). Perfekcjonizm jest bardzo wysoki (nieprawidłowy dla utrzymania stanu zdrowia). Lęk przed przytyciem jest wysoki. Występuje wysoki poziom nasilenia bulimicznego myślenia. Samoocena jest nieprawidłowa – wskazująca istotnie zaniżone poczucie wartości własnej (poczucie bezwartościowości). W relacjach interpersonalnych obecne jest poczucie niepewności i nieufność. Lęk przed dojrzewaniem mieści się w granicach normy. Internalizacja norm kulturowych dotyczących ciała jest bardzo wysoka. Diagnoza psychodynamiczna obejmuje cechy osobowości typu borderline, histrionicznej i obsesyjno-kompulsyjnej.
- Typ młodzieńczo-narcystyczny przejawia bardzo wysoki poziom niezadowolenia i nieakceptacji własnego ciała oraz dominację idealnego nad realnym obrazem ciała. Świadomość interoceptywna jest znacznie obniżona (nieprawidłowa). Perfekcjonizm jest wysoki (nieprawidłowy dla utrzymania stanu zdrowia). Lęk przed przytyciem również jest wysoki. Bulimiczne myślenie mieści się w granicach normy bądź jest dyskretnie podwyższone. Samoocena jest prawidłowa. W relacjach interpersonalnych występuje poczucie niepewności i nieufność. Lęk przed dojrzewaniem jest bardzo wysoki. Poziom internalizacji norm kulturowych dotyczących wizerunku ciała – wysoki. Diagnoza psychodynamiczna obejmuje cechy osobowości narcystycznej, obsesyjno-kompulsyjnej i lękliwej.

Każdy typ różni się profilem objawów, stosowanymi mechanizmami obronnymi i gotowością do przyjęcia określonych metod terapii. 
Od 2021 prowadzi interdyscyplinarne badania nad wielowymiarową kondycją psychiczną młodzieży w okresie transformacji pokoleniowych i kryzysów cywilizacyjnych („polycrisis”). Analizuje czynniki ryzyka i czynniki ochronne – m.in. odporność psychiczną, wsparcie społeczne, styl przywiązania, a także wpływ traumy pokoleniowej i niepewności rozwojowej. Interesuje ją wpływ wczesnych doświadczeń traumatycznych (przemoc, zaniedbanie, rozstania, choroby somatyczne) na późniejsze funkcjonowanie psychiczne – m.in. rozwój zaburzeń osobowości, depresji, objawów psychosomatycznych i zaburzeń lękowych. Współtworzyła wytyczne dla psychologów i terapeutów pracujących z dziećmi w kryzysie. W ramach współpracy z Ministerstwem Zdrowia i Radą ds. Zdrowia Psychicznego współtworzy standardy diagnozy i leczenia w psychoterapii dzieci i młodzieży. Brała udział w pracach zespołu Ministra Nauki i szkolnictwa Wyższego ds. wypracowania standardów kształcenia w psychologii do ustawy o zawodzie psychologa. 
W przeszłości zatrudniona na Uniwersytecie Śląskim w Katowicach, aktualnie na Uniwersytecie Jagiellońskim w Krakowie. Profesor zwyczajny w Instytucie Psychologii Wydziału Filozoficznego UJ. W ramach aktywności zawodowych w Uniwersytecie Jagiellońskim jest członkinią Komisji Rekrutacyjnej w szkole doktorskiej (Nauki Społeczne), członkinią Komisji ds. awansów oraz członkinią Uczelnianej Komisji Dyscyplinarnej
Jest członkiem Komisji Psychologii na Oddziale Polskiej Akademii Nauk w Krakowie, oraz należy do Rady Dyscypliny Naukowej - Psychologii UJ.
Zajmuje funkcję Krajowego Konsultanta w dziedzinie psychologii klinicznej, odpowiadając m.in. za rozwój specjalizacji w tej dziedzinie, jako przewodnicząca Państwowej Komisji Egzaminacyjnej ds. psychologii klinicznej CEM. 